# Eden Park

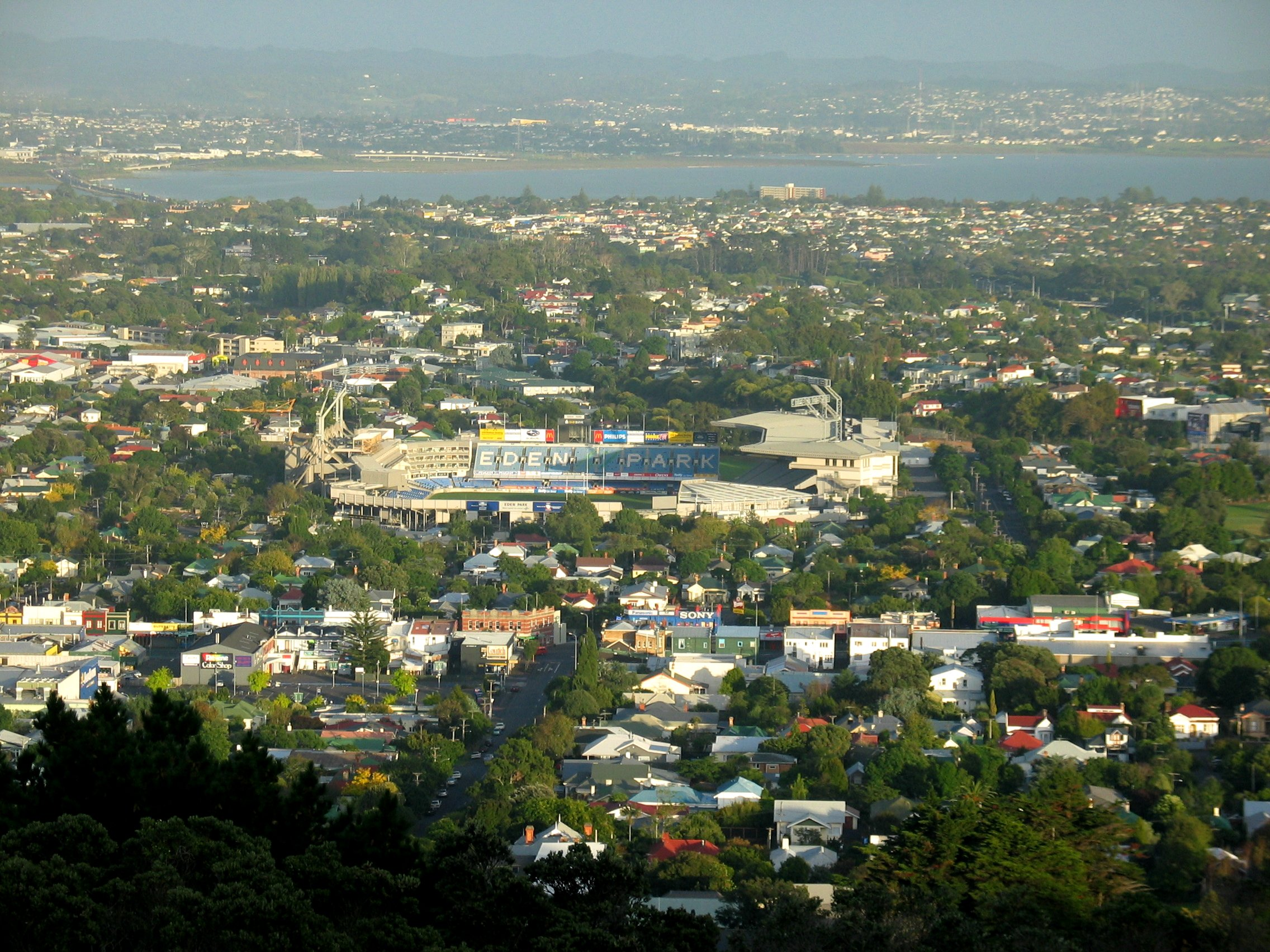
Eden Park, april 2005.

Eden Park är den största arenan i Auckland, Nya Zeeland, och har använts sedan 1900. Arenan används om vintrarna för att spela rugby, och om somrarna för att spela cricket. Arenan har en kapacitet på 45 472 sittplatser. Finalen i Världsmästerskapet i rugby 2011 spelades där, och på grund av detta byggdes arenan ut till 60 000 sittplatser.
På Eden Park spelades även finalen i Världsmästerskapet i rugby 1987 samt matcher i Världsmästerskapet i fotboll för damer 2023, bland annat Sveriges kvarts- och semifinaler.